# Mike Jenkins
Mike Jenkins (* 1953) je velšský básník. Narodil se ve městě Aberystwyth na západě Walesu, kde také studoval na University College of Wales (později přejmenováno na Aberystwyth University). Za svou knihu Wanting to Belong získal v roce 1998 literární ocenění Llyfr y Flwyddyn (Kniha roku). Mimo svou básnickou činnost vydal několik novel a působil jako editor v časopisech Poetry Wales a Red Poets. Řadu let žil ve městě Merthyr Tydfil a rovněž vyučoval na místní střední škole. Jeho dcerou je politička Bethan Jenkins a synem televizní reportér Ciaran Jenkins.